# Rhaphidorrhynchium subleptorhynchoides
Rhaphidorrhynchium subleptorhynchoides là một loài Rêu trong họ Sematophyllaceae. Loài này được (M. Fleisch.) Broth. miêu tả khoa học đầu tiên năm 1925.